# Phare de Korshavn
Le phare de Korshavn  (en danois : Korshavn Fyr) est un phare au Danemark. Il est situé dans la baie de Korshavn sur la pointe de Korsøre sur Fyns Hoved,, sur la péninsule de Hindsholm au nord-est de la Fionie, dans le Cattégat donnant accès à la mer Baltique,.
Le phare est une tour en acier, peinte en blanc avec une bande horizontale rouge, (les couleurs du drapeau du Danemark, appelé « Dannebrog » par les Danois) de 3 m de hauteur,, construite directement sur la plage de Korshavn. C’est probablement le plus petit phare du Danemark, si petit qu’on peut presque l’entourer avec ses bras. Son feu est à 4 m de hauteur,,. C’est un feu à occultations, avec un intervalle de clignotement de 5 secondes et des secteurs blanc-rouge-vert (WRG),. La ligne lumineuse blanche de 5° de large, entre 053° et 058°,, pointant vers le sud-ouest, a une portée de 6 ou 7 milles marins.
Le phare a été construit en 1935, pour aider la navigation entre les nombreuses péninsules et îles du côté ouest de la péninsule de Hindsholm. Avec le phare d'Enebærodde, un peu plus grand, il est aussi une aide à l’entrée dans le fjord d'Odense,.
La fonction principale du phare est d’aider à l’entrée dans le port de plaisance de Korshavn (en danois : Korshavn Lystbådebro), un magnifique port naturel qui appartient au club de voile d’Odense. Pendant la journée, les navires peuvent se guider sur deux balises avec des marques triangulaires rouges, alignées sur un relèvement 051,4°, idéal pour passer entre les digues de pierre sur les côtés nord et sud. La balise arrière est située au fond de la baie et la balise avant se trouve sur la pointe de Korsøre, immédiatement au nord du phare. Mais la nuit, la seule indication dont disposent les navires est de s’aligner sur le secteur blanc du phare (entre 053° et 058°) qui les guidera en toute sécurité à travers l’entrée du port. Cependant, le phare n’est éclairé que du 1er avril au 30 septembre,.